# デーブ・オーウェン
デーブ・オーウェン（Dave Owen , 1958年4月25日 - ）はアメリカ合衆国・テキサス州クレバーン出身の元プロ野球選手（内野手）。

## 来歴・人物
メジャーリーグ通算で92試合に出場。現役引退後はスカウト・ディレクターとして数球団を渡り歩き、2004年から2006年までフィラデルフィア・フィリーズで内野守備巡回コーチを務める。
2007年に、当時北海道日本ハムファイターズで監督を務めていた、同じテキサス大学アーリントン校出身のトレイ・ヒルマンの強い要望を受け、日本ハムで一軍コーチ補佐を務めた。背番号は83。監督へのアドバイスや私生活面でのサポートも行い、日本ハムのリーグ連覇を陰で支えた。
2008年には、ヒルマンのカンザスシティ・ロイヤルズ監督就任に伴い、ロイヤルズのベンチコーチに就任した。